# Wing (DC Comics)
Wing How è un personaggio immaginario dell'Universo DC. È la spalla cinese e valletto di Crimson Avenger, uno dei primi eroi in costume della Golden Age. Sembra molto somigliante al personaggio di Kato, spalla del Calabrone Verde. Wing comparve per la prima volta in Detective Comics n. 20 (ottobre 1938).

## Biografia del personaggio
Wing cominciò nelle vesti di chauffeur dell'alter ego di Crimson Avenger, Lee Travis. Immigrante cinese che si trasferì in USA per sfuggire alla persecuzione giapponese nei giorni che portarono alla Seconda guerra mondiale, Wing aiutò ad instillare una coscienza sociale nel suo datore di lavoro. Quando la morte di un collega reporter lo convinse a diventare Crimson Avenger, Wing assistette Travis nella battaglia al crimine. Curiosamente, nonostante l'assenza di mascheramento, nessuno trovò mai una connessione tra lo chauffeur di Travis e Crimson Avenger.
Quando Crimson Avenger abbandonò il suo mantello e il suo cappello per un costume da supereroe più tradizionale, Wing indossò un costume giallo corrispondente e divenne ufficialmente la sua spalla. Servì come membro dei Sette Soldati della Vittoria (come "ottavo soldato" onorario) e della All-Star Squadron. Tuttavia, Crimson Avenger tentò frequentemente di dissuadere Wing dalla sua strada, credendo che il giovane uomo avrebbe potuto avere un futuro migliore piuttosto che correre in costume a combattere i criminali.
In Justice League of America n. 100 (agosto 1972), Wing si sacrificò per sconfiggere l'essere conosciuto come Nebula Man, una creatura che aveva disperso nel tempo gli altri Soldati.

## Poteri e abilità
Wing è un abile combattente nel corpo a corpo e grande esperto di arti marziali come judo e karate.